# African Beach Games
Die African Beach Games (ABG) sind eine afrikanische Multisportveranstaltung, die erstmals 2019 auf Strandsand und dem anliegenden Meer ausgetragen wurden. Die Spiele werden von der Association of National Olympic Committees of Africa (ACNOA/ANOCA) organisiert. Im Mai 2015 wurde die Austragung erstmals angekündigt.
Alle teilnehmenden Staaten müssen aus Afrika kommen. Die Erstvergabe der Sportspiele an Kap Verde wurde im Mai 2017 verkündet.

## Austragungsorte
| Jahr | Nr. | Ort                     | Datum                      | Sportarten | Wettbewerbe | Nationen | Sportler | Beste Nation                                         |
| ---- | --- | ----------------------- | -------------------------- | ---------- | ----------- | -------- | -------- | ---------------------------------------------------- |
| 2019 | I   | Kap Verde, Sal          | 14. bis 23. Juni 2019      | 11         | 28          | 42       | 1000     | Marokko 16 Medaillen (9 Gold, 3 Silber, 4 Bronze)    |
| 2023 | II  | Tunesien, Hammamet      | 24. Juni bis 30. Juni 2023 | 16         | 30          | 53       | >1100    | Algerien 34 Medaillen (15 Gold, 7 Silber, 12 Bronze) |
| 2027 | III | Äquatorialguinea, Riaba | 2027                       |            |             |          |          |                                                      |